# ۱۲۱۰ (میلادی)
۱۲۱۰ (میلادی) هزارو دویست و دهمین سال تقویم میلادی است.

## درگذشتگان
‎